# Scottish FA Cup 1993/94
Der Scottish FA Cup wurde 1993/94 zum 109. Mal ausgespielt. Der wichtigste schottische Fußball-Pokalwettbewerb der vom Schottischen Fußballverband geleitet wurde, begann am 11. Dezember 1993 und endete mit dem Finale am 21. Mai 1994 im Hampden Park von Glasgow. Als Titelverteidiger starteten die Glasgow Rangers in den Wettbewerb, die sich im Vorjahresfinale gegen den FC Aberdeen durchsetzten. Die Rangers erreichten nach 1992 und 1993 zwar zum dritten Mal infolge das Finale des schottischen Pokals, verloren allerdings bei der diesjährigen Austragung gegen Dundee United mit 0:1 durch ein Tor von Craig Brewster. Für United war es der erste Sieg überhaupt im FA Cup, nach zuvor sechs Finalniederlagen in den Jahren 1974, 1981, 1985, 1987, 1988 und 1991. Mit zwei Ligapokalsiegen in den Jahren 1980 und 1981 sowie die Meisterschaft 1983 war es der insgesamt 4. Titel der Vereinsgeschichte. Durch den Pokalsieg konnte sich die Tangerines gleichzeitig für die Europapokal der Pokalsieger-Saison 1994/95 qualifizieren.

## 1. Runde
Ausgetragen wurden die Begegnungen am 11. Dezember 1993. Die Wiederholungsspiele fanden zwischen dem 14. Dezember 1993 und 15. Januar 1994 statt.
|                 | Ergebnis |                        |
| --------------- | -------- | ---------------------- |
| Albion Rovers   | 0:0      | FC Huntly              |
| FC Cowdenbeath  | 1:1      | FC Queen’s Park        |
| FC East Fife    | 5:0      | FC Rothes              |
| Forfar Athletic | 8:3      | Queen of the South     |
| Ross County     | 11:00    | St. Cuthbert Wanderers |
| FC Stranraer    | 3:3      | FC Whitehill Welfare   |

### Wiederholungsspiele
|                      | Ergebnis |                |
| -------------------- | -------- | -------------- |
| FC Queen’s Park      | 2:3      | FC Cowdenbeath |
| FC Whitehill Welfare | 0:4      | FC Stranraer   |
| FC Huntly            | 5:3      | Albion Rovers  |

## 2. Runde
Ausgetragen wurden die Begegnungen zwischen dem 8. und 22. Januar 1994.
|                       | Ergebnis |                       |
| --------------------- | -------- | --------------------- |
| Berwick Rangers       | 1:0      | FC East Fife          |
| FC East Stirlingshire | 4:1      | Cove Rangers          |
| Forfar Athletic       | 0:4      | Ross County           |
| FC Livingston         | 1:2      | FC Montrose           |
| Alloa Athletic        | 4:0      | Gala Fairydean Rovers |
| FC Cowdenbeath        | 1:0      | FC Stenhousemuir      |
| FC Selkirk            | 0:3      | FC Arbroath           |
| FC Huntly             | 1:2      | FC Stranraer          |

## 3. Runde
Ausgetragen wurden die Begegnungen zwischen dem 29. Januar und 8. Februar 1994. Die Wiederholungsspiele fanden am 8. und 9. Februar 1994 statt.
|                       | Ergebnis |                      |
| --------------------- | -------- | -------------------- |
| Airdrieonians FC      | 1:1      | Dunfermline Athletic |
| FC Arbroath           | 2:3      | Dundee United        |
| FC Clydebank          | 1:1      | FC Dundee            |
| Hibernian Edinburgh   | 2:1      | FC Clyde             |
| FC Kilmarnock         | 2:1      | Ayr United           |
| Greenock Morton       | 2:2      | FC Cowdenbeath       |
| FC Motherwell         | 1:0      | Celtic Glasgow       |
| Partick Thistle       | 0:1      | Heart of Midlothian  |
| Raith Rovers          | 2:0      | Brechin City         |
| Glasgow Rangers       | 4:1      | FC Dumbarton         |
| FC St. Johnstone      | 2:0      | Hamilton Academical  |
| FC St. Mirren         | 2:0      | FC Montrose          |
| Stirling Albion       | 1:0      | Berwick Rangers      |
| FC Stranraer          | 2:1      | FC Falkirk           |
| Alloa Athletic        | 2:0      | Ross County          |
| FC East Stirlingshire | 1:3      | FC Aberdeen          |

### Wiederholungsspiele
|                      | Ergebnis |                  |
| -------------------- | -------- | ---------------- |
| FC Cowdenbeath       | 1:2      | Greenock Morton  |
| Dunfermline Athletic | 1:3      | Airdrieonians FC |
| FC Dundee            | 2:1      | FC Clydebank     |

## Achtelfinale
Ausgetragen wurden die Begegnungen zwischen dem am 19. und 28. Februar 1994. Die Wiederholungsspiele fanden am 1. und 2. März 1994 statt.
|                     | Ergebnis |                     |
| ------------------- | -------- | ------------------- |
| FC Aberdeen         | 1:0      | Raith Rovers        |
| Airdrieonians FC    | 1:0      | FC Stranraer        |
| Dundee United       | 2:2      | FC Motherwell       |
| Greenock Morton     | 0:1      | FC Kilmarnock       |
| Glasgow Rangers     | 6:0      | Alloa Athletic      |
| FC Dundee           | 3:1      | FC St. Mirren       |
| Hibernian Edinburgh | 1:2      | Heart of Midlothian |
| FC St. Johnstone    | 3:3      | Stirling Albion     |

### Wiederholungsspiele
|                 | Ergebnis |                  |
| --------------- | -------- | ---------------- |
| FC Motherwell   | 0:1      | Dundee United    |
| Stirling Albion | 0:2      | FC St. Johnstone |

## Viertelfinale
Ausgetragen wurden die Begegnungen am 12. März 1994. Die Wiederholungsspiele fanden am 15. März 1994 statt.
|                  | Ergebnis |                     |
| ---------------- | -------- | ------------------- |
| Airdrieonians FC | 0:0      | Dundee United       |
| FC Kilmarnock    | 1:0      | FC Dundee           |
| Glasgow Rangers  | 2:0      | Heart of Midlothian |
| FC St. Johnstone | 1:1      | FC Aberdeen         |

### Wiederholungsspiele
|               | Ergebnis |                  |
| ------------- | -------- | ---------------- |
| FC Aberdeen   | 2:0      | FC St. Johnstone |
| Dundee United | 2:0      | Airdrieonians FC |

## Halbfinale
Ausgetragen wurden die Begegnungen am 9. und 10. April 1994. Die Wiederholungsspiele fanden am 12. und 13. April 1994 statt.
|               | Ergebnis |                 |
| ------------- | -------- | --------------- |
| FC Aberdeen   | 1:1      | Dundee United   |
| FC Kilmarnock | 0:0      | Glasgow Rangers |

### Wiederholungsspiele
|                 | Ergebnis |               |
| --------------- | -------- | ------------- |
| Dundee United   | 1:0      | FC Aberdeen   |
| Glasgow Rangers | 2:1      | FC Kilmarnock |

## Finale
| Dundee United                                                               | Dundee United | Glasgow Rangers | Glasgow Rangers |
| --------------------------------------------------------------------------- | --- | --- | --------------- |
| Dundee United                                                               | \| Finale \| \| Samstag, 21. Mai 1994 um 15:00 Uhr (Ortszeit WEZ) in Glasgow (Hampden Park) \| \| Ergebnis: 1:0 (0:0) \| \| Zuschauer: 37.709 \| \| Schiedsrichter: Douglas Hope \| \| Spielbericht \|                                | \| Finale \| \| Samstag, 21. Mai 1994 um 15:00 Uhr (Ortszeit WEZ) in Glasgow (Hampden Park) \| \| Ergebnis: 1:0 (0:0) \| \| Zuschauer: 37.709 \| \| Schiedsrichter: Douglas Hope \| \| Spielbericht \|                                           | Glasgow Rangers |
| Dundee United                                                               | Guido van de Kamp – Jim McInally, Brian Welsh, Gordan Petrić, Maurice Malpas – David Bowman, David Hannah, Alec Cleland, Christian Dailly – Craig Brewster, Andy McLaren (86. Jerren Nixon) Cheftrainer: Ivan Golac ( BR Jugoslawien) | Ally Maxwell – Gary Stevens (23. Oleksij Mychajlytschenko), Richard Gough, Dave McPherson, David Robertson – Neil Murray, Ian Ferguson, Stuart McCall – Gordon Durie, Mark Hateley, Ally McCoist (75. Duncan Ferguson) Cheftrainer: Walter Smith | Glasgow Rangers |
| Dundee United                                                               | 1:0 Craig Brewster (47.) | | Glasgow Rangers |
| Finale                                                                      | | |                 |
| Samstag, 21. Mai 1994 um 15:00 Uhr (Ortszeit WEZ) in Glasgow (Hampden Park) | | |                 |
| Ergebnis: 1:0 (0:0)                                                         | | |                 |
| Zuschauer: 37.709                                                           | | |                 |
| Schiedsrichter: Douglas Hope                                                | | |                 |
| Spielbericht                                                                | | |                 |